# Elvira Navarro
Elvira Navarro Ponferrada (Huelva, 25 de marzo de 1978) es una escritora española.

## Trayectoria
Es licenciada en Filosofía. En 2004 ganó el Certamen de Jóvenes Creadores del Ayuntamiento de Madrid, y entre 2005 y 2008 disfrutó de una beca de creación en la Residencia de Estudiantes. Su primer libro, La ciudad en invierno, fue publicado en 2007 en la editorial Caballo de Troya, dirigida por Constantino Bértolo. Obtuvo un amplio reconocimiento de la crítica, siendo alabado por autores como Enrique Vila-Matas, quien señaló que «El talento literario es un don natural de esta autora, que ha escrito un primer libro tan clásico como feroz y admirablemente transgresor: la sutil, casi escondida, verdadera vanguardia de su generación». En 2009 apareció su segunda novela, La ciudad feliz (Mondadori, 2009), complementaria de la anterior. Con ella ganó el XXV Premio Jaén de novela, y resultó finalista del VII Premio Dulce Chacón de Narrativa Española. La trabajadora (Random House, 2014), novela pionera en narrar la descomposición del sujeto actual como consecuencia de los cambios sociales y económicos ocasionados por la crisis, convierte a la autora en una de las voces de referencia de la literatura española contemporánea. Esta obra fue incluida en la lista de Los cien libros españoles del siglo XXI elaborada por el suplemento Babelia del diario El País, así como en la lista de los cien mejores libros escritos en español por mujeres de los últimos cien años elaborada por la revista Arcadia, que contó con  un jurado de 91 miembros de diferentes países compuesto por escritores, intelectuales y críticos (entre ellos, María Negroni, Leila Guerriero, Juan Forn, Jorge Volpi, Jorge Carrión, Horacio Castellanos Moya o Alejandro Zambra). En 2016 publicó la nouvelle Los últimos días de Adelaida García Morales (Random House, 2016), generando una polémica sobre los límites de la ficción, y en 2019 el libro de relatos La isla de los conejos (Random House, 2019), finalista del V Premio de narrativa breve Ribera del Duero y considerado como uno de los diez mejores libros del año por Babelia. El libro fue galardonado con el XXVI Premio Andalucía de la Crítica en la modalidad de relato. La traducción al inglés de esta colección de cuentos, a cargo de Christina MacSweeney, mereció una nominación al National Book Award. Las voces de Adriana (Random House, 2023) es su última novela, y figuró entre los diez mejores libros del año para el suplemento La Lectura del diario El Mundo y entre los 50 mejores libros de 2023 según Babelia. Asimismo, resultó ganadora del XXIII Premio Cálamo Extraordinario. De corte autoficcional, según el crítico José María Pozuelo Yvancos Las voces de Adriana huye de la convención de las novelas de duelo renunciando a la voz en primera persona en las dos primeras partes y usando la interpelación al lector mediante interrogaciones, lo que hace que la voz externa suene como voz interna y que el resultado sea «profundamente original».
Elvira Navarro fue incluida en la lista de los 22 mejores narradores en lengua española menores de 35 años que la revista Granta elaboró en 2010, y su obra ha sido traducida al inglés, francés, sueco, italiano, japonés, serbio, coreano y turco.
Ha colaborado con revistas como El Cultural,  tintaLibre, Ínsula, Letras Libres, Quimera, Turia o Calle 20, y con los diarios Público, eldiario.es, El Confidencial, El Mundo, ABC y El País, y ejerció la crítica literaria en Qué Leer, Revista de Libros y en el blog La tormenta en un vaso. Fue editora del sello Caballo de Troya en 2015, donde destacó por la publicación de El comensal de Gabriela Ybarra. Imparte talleres de escritura.

## Obras

### Novela y cuento
- La ciudad en invierno, Barcelona, Caballo de Troya, 2007; Debolsillo, 2008; Debolsillo 2012.
- La ciudad feliz, Barcelona, Mondadori, 2009.
- El invierno y la ciudad, RHM Flash (ePub), 2012.
- La trabajadora, Barcelona, Penguin Random House, 2014.
- Los últimos días de Adelaida García Morales, Barcelona, Random House, 2016.
- La isla de los conejos, Barcelona, Random House, 2019.[17]
- Las voces de Adriana, Barcelona, Random House, 2023.

### Obras colectivas
- Quince golpes en la cabeza, compilación de Ernesto Pérez Castillo, La Habana, Editorial Cajachina, 2008.
- Elegías íntimas. Instantáneas de cineastas, coordinación de Hilario J. Rodríguez, Documenta Madrid 08, 2008.
- Asamblea portátil. Muestrario de narradores iberoamericanos. Antología de última narrativa, selección y prólogo de Salvador Luis, Lima, Editorial Casatomada, 2009.
- Madrid / Barcelona. Literatura y ciudad (1995-2010), edición, introducción y guía de lectura de Jorge Carrión, Madrid, Iberoamericana Editorial Vervuert y Cátedra Miguel Delibes (Valladolid), 2009.
- The best of young Spanish language novelists, New York, Granta, 2010; Los mejores narradores jóvenes en español, Barcelona, Granta - Duomo, 2010.
- Siglo XXI. Los nuevos narradores del cuento español actual, edición de Gemma Pellicer y Fernando Valls, Palencia, Menoscuarto Ediciones, 2010.
- Chéjov comentado, edición de Sergi Bellver, Madrid, Nevsky Prospects, 2010.
- Pequeñas Resistencias 5.  Antología del nuevo cuento español (2001-2010), edición de Andrés Neuman, Madrid, Editorial Páginas de Espuma, 2010.
- Los oficios del libro, VV. AA., Madrid, Libros de la ballena, 2011.
- La ciudad contada: Buenos Aires en la mirada de la nueva narrativa hispanoamericana, edición de Maximiliano Tomas, Buenos Aires, Ministerio de Cultura de Gobierno de la Ciudad Autónoma de Buenos Aires, 2012.
- Cuentos en blanco y negro, edición de Miguel Ángel Oeste, Ciudad Autónoma de Melilla, Consejería de Cultura - Manigua, 2012.
- Passageways, edición de Camille T. Dungy y Daniel Hahn, San Francisco, TWO LINES - WORLD WRITING IN TRANSLATION, 2012.
- En breve. Cuentos de escritoras españolas (1975-2010). Estudio y antología, edición de Ángeles Encinar y Carmen Valcárcel, Madrid, Editorial Biblioteca Nueva, 2012.
- Mar de pirañas. Nuevas voces del microrrelato español, edición de Fernando Valls, Palencia, Menoscuarto, 2012, ISBN 978-84-96675-89-6.
- Madrid, con perdón. Edición y prologuillo de Mercedes Cebrián. Antología de textos sobre Madrid a cargo de Fernando San Basilio, Esther García Llovet, Carlos Pardo, Juan Sebastián Cárdenas, Jimina Sabadú, Antonio J. Rodríguez, Óscar Esquivias, Natalia Carrero, Grace Morales, Jordi Costa, Álvaro Colomer, Iosi Havilio, Roberto Enríquez y Elvira Navarro. Editorial Caballo de Troya, 2012.
- Cuento español actual, compilación de Ángeles Encinar. Editorial Cátedra, 2013.

## Reconocimientos
- (2004). Premio Jóvenes Creadores del Ayuntamiento de Madrid, modalidad de relato.
- (2007). Distinción Nuevo Talento Fnac por La ciudad en invierno.
- (2008). Finalista de los Premios Huelva Joven.
- (2009). XXV premio Jaén de novela por La ciudad feliz.
- (2009). Premio Evolución 09 de Creación Literaria, El Duende-PlayStation.
- (2009). La ciudad feliz elegida por Culturas del diario Público como uno de los libros revelación de 2009.
- (2009). IV Premio Tormenta en un vaso al Mejor Nuevo Autor por La ciudad feliz.[18]
- (2009). Finalista del VII Premio Dulce Chacón de Narrativa Española por La ciudad feliz.
- (2014). La trabajadora elegida por El Cultural del diario El Mundo como uno de los mejores libros en lengua española publicados en 2014.
- (2019). La isla de los conejos elegido por Babelia del diario El País como uno de los mejores libros publicados en 2019.
- (2017). Finalista del V Premio de narrativa breve Ribera del Duero por La isla de los conejos.
- (2020). XXVI Premio Andalucía de la Crítica de Relato por La isla de los conejos.
- (2021). Nominada al National Book Award por La isla de los conejos.[9]
- (2023). Las voces de Adriana entre los diez mejores libros del año en español para el suplemento La Lectura del diario El Mundo.
- (2023). Las voces de Adriana entre los 50 mejores libros de 2023 para Babelia.
- (2023). Premio Cálamo, 2023 (cat. Extraordinario) por Las voces de Adriana.[19]

## Polémica
Su novela Los últimos días de Adelaida García Morales (Random House, 2016) fue duramente criticada por el cineasta Víctor Erice en el diario El País. Erice acusó a Navarro de banalizar la figura de Adelaida García Morales. La réplica de Navarro y distintas intervenciones públicas de otros escritores (como de Juan Marsé, en apoyo de Erice) aumentaron la polémica y el debate sobre los límites de la ficción.